# Racismo sistémico
El racismo sistémico es un concepto teórico del sociólogo Joe Feagin que sostiene que el racismo está en las estructuras y relaciones sociales dentro de la sociedad.

Es un sistema de dominación y de inferiorización de un grupo sobre otro basado en la racialización de las diferencias, en el que se articulan las dimensiones interpersonal, institucional y cultural. Se expresa a través de un conjunto de ideas, discursos y prácticas de invisibilización, estigmatización, discriminación, exclusión, explotación, agresión y despojo.

Un ejemplo de racismo sistémico sería el hecho de que la tasa de desempleo varía según el color de la piel de los ciudadanos, sobre todo de países desarrollados,o el hecho de que los jóvenes negros tienen más posibilidades de ser abatidos por la policía que los jóvenes blancos.
El racismo se denomina sistémico por su carácter estructural, porque incluye todos los componentes estructurales del sistema social que impiden a determinados grupos racializados tener las mismas oportunidades que los no racializados, e incluye toda la cultura y los valores que socializan a los humanos y las estructuras sociales en las cuales se relacionan.
El racismo sistémico social y la violencia estatal están íntimamente vinculados. El racismo que aparece dentro de las instituciones en los Estados Unidos y otros países se conoce como racismo institucional.
En 2020 el Consejo de Derechos Humanos de las Naciones Unidas aprobó una resolución condenando el racismo sistémico y la violencia policial.
En los Estados Unidos existe un debate nacional sobre el racismo sistémico contra la población negra y la militarización de la vigilancia policial. En Hispanoamérica el debate es sobre el racismo sistémico contra los pueblos originarios.